# Wahlen zum Senat der Vereinigten Staaten 1932
Die Wahlen zum Senat der Vereinigten Staaten 1932 waren Wahlen in den Bundesstaaten der Vereinigten Staaten, bei denen am 8. November 1932 ein Drittel der Mitglieder des US-Senats gewählt wurden. Die Wahlen waren Teil der allgemeinen Wahlen zum 73. Kongress der Vereinigten Staaten in jenem Jahr, bei denen auch alle Abgeordneten des Repräsentantenhauses gewählt wurden. Gleichzeitig fand auch die Präsidentschaftswahl des Jahres 1932 statt, die der Demokrat Franklin D. Roosevelt gewann.
Seit der Verabschiedung des 17. Zusatzartikel zur Verfassung der Vereinigten Staaten im Jahr 1913 werden alle US-Senatoren in ihrem jeweiligen Bundesstaat direkt vom Volk ihres Staates gewählt. Dabei stellt jeder Bundesstaat 2 Senatoren. Nach der Verfassung der Vereinigten Staaten werden US-Senatoren auf sechs Jahre gewählt. Allerdings werden nie alle Senatsmitglieder gleichzeitig gewählt. Die Wahlen folgen einem Schema, wonach alle zwei Jahre ein Drittel der Senatoren zeitgleich mit den Wahlen zum US-Repräsentantenhaus gewählt werden. Zu diesem Zweck ist der Senat in drei Klassen eingeteilt, die das Wahljahr der Senatoren bestimmen. Im Jahr 1932 standen die Senatoren der Klasse III zur Wahl. Zu diesem Zeitpunkt bestanden die Vereinigten Staaten aus 48 Bundesstaaten. Daraus ergibt sich die Zahl von insgesamt 96 Senatoren, von denen 35 zur Wahl standen. Das Wahlergebnis ergab einen erdrutschartigen Sieg der Demokraten, die den Republikanern 12 Sitze abnahmen. Im Wesentlichen gibt es für diesen Wahlausgang, der sich auch in den Präsidentschaftswahlen und in den Wahlen zum Repräsentantenhaus widerspiegelte, zwei Gründe. Zum einen wurden die Auswirkungen der seit Oktober 1929 bestehenden Weltwirtschaftskrise immer drastischer. Die Zahl der Firmen und Bankenzusammenbrüche wuchs ebenso wie die Zahl der Arbeitslosen. Im Jahr 1932 lag die Arbeitslosenquote in den Vereinigten Staaten bei fast 33 Prozent. Die Wähler machten für diese Entwicklung die Republikanische Bundesregierung unter Präsident Herbert Hoover verantwortlich. Sie hofften auf eine Besserung der Lage durch eine von den Demokraten geführte Bundesregierung unter Franklin Roosevelt. Diesem Trend unterlagen auch die Wahlen zu beiden Kammern des Kongresses. Der zweite Grund für den Wahlausgang war die innenpolitische Diskussion um die Prohibition, die zwischenzeitlich zu einem enormen Anstieg der Kriminalität geführt hatte.

## Senatszusammensetzung nach der Wahl
- Demokratische Partei: 59  (47)[1]
- Republikanische Partei: 36 (48)
- Sonstige: 1 (1) (Farmer Labor Party) in Minnesota

Gesamt: 96
In Klammern sind die Ergebnisse der letzten Wahlen vom 4. November 1930. Veränderungen im Verlauf der Legislaturperiode, die nicht die Wahlen an sich betreffen, sind bei diesen Zahlen nicht berücksichtigt. Werden aber im Artikel über den 73. Kongress im Abschnitt über die Mitglieder des Senats bei den entsprechenden Namen der Senatoren vermerkt.
Zu Veränderungen nach der Wahl siehe auch Liste der Mitglieder des Senats im 73. Kongress der Vereinigten Staaten.